# Natação no Campeonato Mundial de Esportes Aquáticos de 2015 - 200 m borboleta masculino

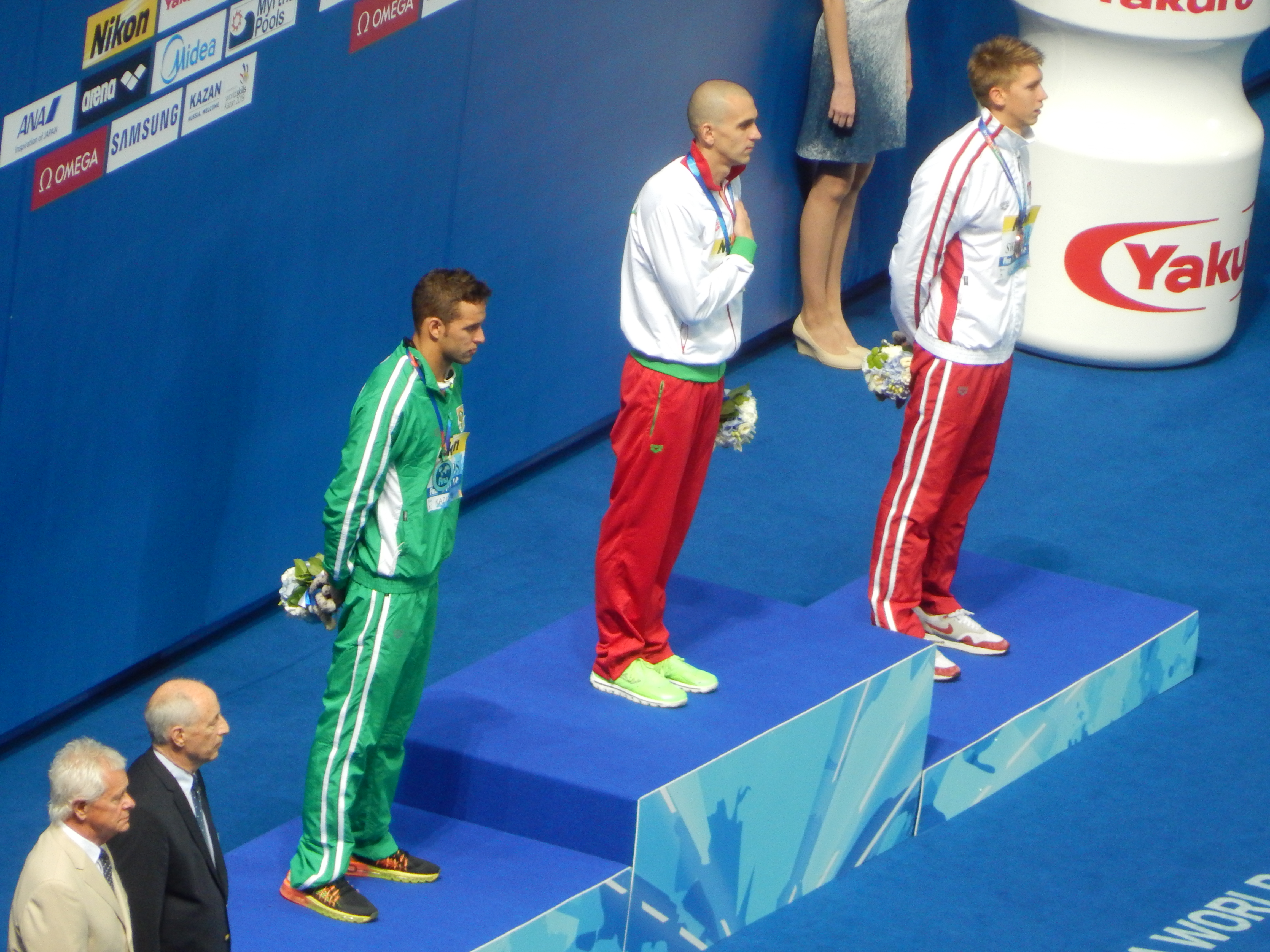
Foto dos medalhistas do campeonato

A prova dos 200 metros borboleta masculino da natação no Campeonato Mundial de Esportes Aquáticos de 2015 ocorreu nos dias 4 de agosto e 5 de agosto em Cazã na Rússia. 

## Recordes
Antes desta competição, os recordes mundiais e do campeonato nesta prova eram os seguintes:
| Tipo                  | Atleta         | Tempo   | Local | Data                |
| --------------------- | -------------- | ------- | ----- | ------------------- |
|                       | Michael Phelps | 1:51.51 | Roma  | 29 de julho de 2009 |
| Recorde do campeonato | Michael Phelps | 1:51.51 | Roma  | 29 de julho de 2009 |

## Medalhistas
| Ouro              | Prata              | Bronze               |
| László Cseh (HUN) | Chad le Clos (RSA) | Jan Świtkowski (POL) |

## Resultados

### Eliminatórias
Esses foram os resultados das eliminatórias. 
| Pos. | Bateria | Raia | Nadador              | Nacionalidade  | Tempo   | Notas |
| ---- | ------- | ---- | -------------------- | -------------- | ------- | ----- |
| 1    | 3       | 4    | László Cseh          | Hungria        | 1:53.71 | Q     |
| 2    | 3       | 3    | Viktor Bromer        | Dinamarca      | 1:54.47 | Q,    |
| 3    | 4       | 4    | Daiya Seto           | Japão          | 1:55.60 | Q     |
| 4    | 4       | 3    | Jan Świtkowski       | Polónia        | 1:55.78 | Q     |
| 5    | 2       | 5    | Leonardo de Deus     | Brasil         | 1:55.83 | Q     |
| 6    | 2       | 3    | Tyler Clary          | Estados Unidos | 1:55.86 | Q     |
| 7    | 4       | 5    | Masato Sakai         | Japão          | 1:55.97 | Q     |
| 8    | 4       | 2    | David Morgan         | Austrália      | 1:56.05 | Q     |
| 9    | 3       | 5    | Tom Shields          | Estados Unidos | 1:56.12 | Q     |
| 10   | 2       | 7    | Stefanos Dimitriadis | Grécia         | 1:56.23 | Q,    |
| 11   | 3       | 7    | Sebastien Rousseau   | África do Sul  | 1:56.29 | Q     |
| 12   | 4       | 6    | Louis Croenen        | Bélgica        | 1:56.33 | Q     |
| 13   | 3       | 6    | Joseph Schooling     | Singapura      | 1:56.85 | Q     |
| 14   | 2       | 4    | Chad le Clos         | África do Sul  | 1:56.92 | Q     |
| 14   | 2       | 6    | Grant Irvine         | Austrália      | 1:56.92 | Q     |
| 16   | 4       | 8    | Alexander Kunert     | Alemanha       | 1:57.28 | Q     |
| 17   | 2       | 0    | Jan Šefl             | Chéquia        | 1:57.63 |       |
| 18   | 3       | 2    | Francesco Pavone     | Itália         | 1:57.69 |       |
| 19   | 4       | 7    | Evgeny Koptelov      | Rússia         | 1:58.06 |       |
| 20   | 2       | 1    | Wang Pudong          | China          | 1:58.20 |       |
| 21   | 4       | 1    | Quah Zheng Wen       | Singapura      | 1:58.32 |       |
| 22   | 3       | 0    | Alexandru Coci       | Roménia        | 1:58.43 |       |
| 23   | 2       | 8    | Robert Žbogar        | Eslovênia      | 1:58.55 |       |
| 24   | 4       | 0    | Nils Liess           | Suíça          | 1:58.76 |       |
| 25   | 3       | 1    | Hao Yun              | China          | 1:59.04 |       |
| 26   | 2       | 2    | Aleksandr Kudashev   | Rússia         | 1:59.33 |       |
| 27   | 3       | 9    | Gal Nevo             | Israel         | 1:59.45 |       |
| 28   | 4       | 9    | Marcos Lavado        | Venezuela      | 1:59.85 |       |
| 29   | 1       | 5    | Esnaider Reales      | Colômbia       | 2:01.13 |       |
| 30   | 3       | 8    | Nuno Quintanilha     | Portugal       | 2:01.46 |       |

| Ver o restante da classificação | Ver o restante da classificação | Ver o restante da classificação | Ver o restante da classificação | Ver o restante da classificação | Ver o restante da classificação | Ver o restante da classificação |
| Pos.                            | Bateria                         | Raia                            | Nadador                         | Nacionalidade                   | Tempo                           | Notas                           |
| ------------------------------- | ------------------------------- | ------------------------------- | ------------------------------- | ------------------------------- | ------------------------------- | ------------------------------- |
| 31                              | 1                               | 3                               | Sajan Prakash                   | Índia                           | 2:01.63                         |                                 |
| 32                              | 1                               | 6                               | Jessie Lacuna                   | Filipinas                       | 2:03.84                         |                                 |
| 33                              | 1                               | 4                               | Bradlee Ashby                   | Nova Zelândia                   | 2:04.31                         |                                 |
| 34                              | 2                               | 9                               | Hsu Chi-chieh                   | Taipé Chinesa                   | 2:04.48                         |                                 |
| 35                              | 1                               | 2                               | Ayman Kelzi                     | Síria                           | 2:04.60                         |                                 |
| 36                              | 1                               | 8                               | Mihajlo Čeprkalo                | Bósnia e Herzegovina            | 2:05.64                         |                                 |
| 37                              | 1                               | 7                               | Teimuraz Kobakhidze             | Geórgia                         | 2:06.19                         |                                 |
| 38                              | 1                               | 1                               | Nouamane Batahi                 | Marrocos                        | 2:07.54                         |                                 |
| 39                              | 1                               | 0                               | Aldo Castillo                   | Bolívia                         | 2:15.38                         |                                 |
| 40                              | 1                               | 9                               | Noah Al-Khulaifi                | Catar                           | 2:26.71                         |                                 |

### Semifinal
Esses foram os resultados das semifinais.
Semifinal 1
| Pos. | Raia | Nadador              | Nacionalidade  | Tempo   | Notas |
| ---- | ---- | -------------------- | -------------- | ------- | ----- |
| 1    | 1    | Chad le Clos         | África do Sul  | 1:54.50 | Q     |
| 2    | 4    | Viktor Bromer        | Dinamarca      | 1:54.82 | Q     |
| 3    | 5    | Jan Świtkowski       | Polónia        | 1:55.42 | Q     |
| 4    | 7    | Louis Croenen        | Bélgica        | 1:55.49 | Q     |
| 5    | 2    | Stefanos Dimitriadis | Grécia         | 1:56.31 |       |
| 6    | 3    | Tyler Clary          | Estados Unidos | 1:56.47 |       |
| 7    | 8    | Alexander Kunert     | Alemanha       | 1:57.29 |       |
| 8    | 6    | David Morgan         | Austrália      | 1:58.83 |       |

Semifinal 2
| Pos. | Raia | Nadador            | Nacionalidade  | Tempo   | Notas |
| ---- | ---- | ------------------ | -------------- | ------- | ----- |
| 1    | 4    | László Cseh        | Hungria        | 1:53.53 | Q     |
| 2    | 6    | Masato Sakai       | Japão          | 1:54.75 | Q     |
| 3    | 5    | Daiya Seto         | Japão          | 1:54.95 | Q     |
| 4    | 2    | Tom Shields        | Estados Unidos | 1:55.75 | Q     |
| 5    | 3    | Leonardo de Deus   | Brasil         | 1:56.02 |       |
| 6    | 1    | Joseph Schooling   | Singapura      | 1:56.11 |       |
| 7    | 7    | Sebastien Rousseau | África do Sul  | 1:56.96 |       |
| 8    | 8    | Grant Irvine       | Austrália      | 1:57.94 |       |

### Final
Esse foi o resultado da final. 
| Pos.              | Raia | Nadador        | Nacionalidade  | Tempo   | Notas            |
| ----------------- | ---- | -------------- | -------------- | ------- | ---------------- |
| Medalha de ouro   | 4    | László Cseh    | Hungria        | 1:53.48 |                  |
| Medalha de prata  | 5    | Chad le Clos   | África do Sul  | 1:53.68 |                  |
| Medalha de bronze | 7    | Jan Świtkowski | Polónia        | 1:54.10 |                  |
| 4                 | 3    | Masato Sakai   | Japão          | 1:54.24 |                  |
| 5                 | 6    | Viktor Bromer  | Dinamarca      | 1:54.66 |                  |
| 6                 | 2    | Daiya Seto     | Japão          | 1:55.16 |                  |
| 7                 | 1    | Louis Croenen  | Bélgica        | 1:55.39 | Recorde nacional |
| 8                 | 8    | Tom Shields    | Estados Unidos | 1:56.17 |                  |

Legenda
| Recorde mundial       | Recorde mundial (World record)               |                       | Recorde africano                      | Recorde africano (African) |                                           | Q | Classificado por posição (Qualified) |
| Recorde do campeonato | Recorde do campeonato (Championship record)  | Recorde da América    | Recorde da América (Americas)         | q                          | Classificado por melhor tempo (Qualified) |   |                                      |
| Melhor marca do ano   | Melhor marca do ano (World leading)          | Recorde asiático      | Recorde asiático (Asian)              | DNS                        | Não largou (Did not start)                |   |                                      |
| Recorde nacional      | Recorde nacional (National record)           | Recorde europeu       | Recorde europeu (European)            | DNF                        | Não terminou (Did not finish)             |   |                                      |
| Recorde pessoal       | Recorde pessoal do atleta (Personal best)    | Recorde da Oceania    | Recorde da Oceania (Oceania)          | DSQ / DQ                   | Desclassificado (Disqualified)            |   |                                      |
| Recorde da temporada  | Recorde da temporada do atleta (Season best) | Recorde sul-americano | Recorde sul-americano (South America) | NM                         | Sem marca (No mark)                       |   |                                      |